# 鎮安警察署
鎮安警察署（チナンけいさつしょ）は、全北地方警察庁所管の警察署である。

## 管轄区域
- 鎮安郡

## 沿革
- 1945年10月21日 - 開署
- 1985年12月20日 - 現在の庁舎が竣工。

## 組織
- 警務課
- 生活安全交通課
- 捜査課
- 情報保安課

## 管轄派出所
- 馬耳派出所
- 富貴派出所
- 銅郷顔川派出所
- 程川上田派出所
- 朱川龍潭派出所
- 馬霊派出所
- 白雲派出所
- 聖寿派出所

## 管轄治安センター
- 上田治安センター
- 顔川治安センター
- 龍潭治安センター
- 新亭治安センター